# T’Pau/Diskografie
Diese Diskografie ist eine Übersicht über die musikalischen Werke der britischen Popband T’Pau. Den Schallplattenauszeichnungen zufolge hat sie bisher mehr als 2,9 Millionen Tonträger verkauft, davon alleine in ihrer Heimat über zwei Millionen. Ihre erfolgreichste Veröffentlichung ist das Album Bridge of Spies mit über 1,5 Millionen verkauften Einheiten.

## Alben

### Studioalben
| Jahr | Titel                        | Höchstplatzierung, Gesamtwochen, AuszeichnungChartplatzierungen (Jahr, Titel, Platzierungen, Wochen, Auszeichnungen, Anmerkungen) | Höchstplatzierung, Gesamtwochen, AuszeichnungChartplatzierungen (Jahr, Titel, Platzierungen, Wochen, Auszeichnungen, Anmerkungen) | Höchstplatzierung, Gesamtwochen, AuszeichnungChartplatzierungen (Jahr, Titel, Platzierungen, Wochen, Auszeichnungen, Anmerkungen) | Höchstplatzierung, Gesamtwochen, AuszeichnungChartplatzierungen (Jahr, Titel, Platzierungen, Wochen, Auszeichnungen, Anmerkungen) | Höchstplatzierung, Gesamtwochen, AuszeichnungChartplatzierungen (Jahr, Titel, Platzierungen, Wochen, Auszeichnungen, Anmerkungen) | Anmerkungen                                                             |
| Jahr | Titel                        | DE | AT | CH | UK | US | Anmerkungen                                                             |
| ---- | ---------------------------- | --- | --- | --- | --- | --- | ----------------------------------------------------------------------- |
| 1987 | Bridge of Spies / T’Pau (US) | DE7 Gold · (24 Wo.)DE | AT12 (16 Wo.)AT | CH3 Platin · (22 Wo.)CH | UK1 ×4Vierfachplatin · (59 Wo.)UK                                                                                                 | US31 (24 Wo.)US | Erstveröffentlichung: Mai 1987 Produzent: Roy Thomas Baker              |
| 1988 | Rage                         | DE44 (4 Wo.)DE | — | CH21 (2 Wo.)CH | UK4 Platin · (17 Wo.)UK | — | Erstveröffentlichung: Oktober 1988 Produzent: Roy Thomas Baker          |
| 1991 | The Promise                  | — | — | CH40 (1 Wo.)CH | UK10 Silber · (7 Wo.)UK | — | Erstveröffentlichung: Juni 1991 Produzent: Andy Richards                |
| 1998 | Red                          | — | — | — | — | — | Erstveröffentlichung: 1998                                              |
| 2011 | The Story Behind the Tracks  | — | — | — | — | — | Erstveröffentlichung: 2011 CD mit Demoversionen + DVD                   |
| 2015 | Pleasure & Pain              | — | — | — | UK98 (1 Wo.)UK | — | Erstveröffentlichung: Januar 2015 Produzenten: Carsten Moss, Ron Rogers |

### Livealben
- 1988: In Concert-430 (Aufnahme: The Rock City, Nottingham, 14. Dezember 1987)
- 2003: Greatest Hits Live! (Aufnahme: verschiedene Orte in UK, 1999)

### Kompilationen
| Jahr | Titel                                  | Höchstplatzierung, Gesamtwochen, AuszeichnungChartplatzierungen (Jahr, Titel, Platzierungen, Wochen, Auszeichnungen, Anmerkungen) | Höchstplatzierung, Gesamtwochen, AuszeichnungChartplatzierungen (Jahr, Titel, Platzierungen, Wochen, Auszeichnungen, Anmerkungen) | Höchstplatzierung, Gesamtwochen, AuszeichnungChartplatzierungen (Jahr, Titel, Platzierungen, Wochen, Auszeichnungen, Anmerkungen) | Höchstplatzierung, Gesamtwochen, AuszeichnungChartplatzierungen (Jahr, Titel, Platzierungen, Wochen, Auszeichnungen, Anmerkungen) | Höchstplatzierung, Gesamtwochen, AuszeichnungChartplatzierungen (Jahr, Titel, Platzierungen, Wochen, Auszeichnungen, Anmerkungen) | Anmerkungen                           |
| Jahr | Titel                                  | DE | AT | CH | UK | US | Anmerkungen                           |
| ---- | -------------------------------------- | --- | --- | --- | --- | --- | ------------------------------------- |
| 1993 | Heart and Soul: The Very Best of T’Pau | — | — | — | UK35 (2 Wo.)UK | — | Erstveröffentlichung: Februar 1993    |
| 2005 | Hits                                   | — | — | — | UK99 (1 Wo.)UK | — | Erstveröffentlichung: Mai 2005        |
| 2021 | The Essential                          | — | — | — | UK69 (1 Wo.)UK | — | Erstveröffentlichung: 8. Oktober 2021 |

Weitere Kompilationen
- 1997: The Greatest Hits (UK: Silber)
- 2000: China in Your Hand
- 2004: Wing and a Prayer
- 2004: China in Your Hand
- 2006: Sex Talk (2 CDs)
- 2007: The Essential

## Singles
| Jahr | Titel Album                        | Höchstplatzierung, Gesamtwochen, AuszeichnungChartplatzierungen (Jahr, Titel, Album, Platzierungen, Wochen, Auszeichnungen, Anmerkungen) | Höchstplatzierung, Gesamtwochen, AuszeichnungChartplatzierungen (Jahr, Titel, Album, Platzierungen, Wochen, Auszeichnungen, Anmerkungen) | Höchstplatzierung, Gesamtwochen, AuszeichnungChartplatzierungen (Jahr, Titel, Album, Platzierungen, Wochen, Auszeichnungen, Anmerkungen) | Höchstplatzierung, Gesamtwochen, AuszeichnungChartplatzierungen (Jahr, Titel, Album, Platzierungen, Wochen, Auszeichnungen, Anmerkungen) | Höchstplatzierung, Gesamtwochen, AuszeichnungChartplatzierungen (Jahr, Titel, Album, Platzierungen, Wochen, Auszeichnungen, Anmerkungen) | Höchstplatzierung, Gesamtwochen, AuszeichnungChartplatzierungen (Jahr, Titel, Album, Platzierungen, Wochen, Auszeichnungen, Anmerkungen) | Anmerkungen                                                                                                   |
| Jahr | Titel Album                        | DE | AT | CH | UK | US | Dance | Anmerkungen                                                                                                   |
| ---- | ---------------------------------- | --- | --- | --- | --- | --- | --- | --- |
| 1987 | Heart and Soul Bridge of Spies     | DE10 (16 Wo.)DE | — | CH9 (14 Wo.)CH | UK4 (14 Wo.)UK | US4 (27 Wo.)US | Dance13 (11 Wo.)Dance | Erstveröffentlichung: Januar 1987 Autoren: Carol Decker, Ron Rogers                                           |
| 1987 | China in Your Hand Bridge of Spies | DE2 Gold · (15 Wo.)DE | AT5 (12 Wo.)AT | CH1 (15 Wo.)CH | UK1 Gold · (15 Wo.)UK | — | — | Erstveröffentlichung: Oktober 1987 Autoren: Carol Decker, Ron Rogers                                          |
| 1988 | Valentine Bridge of Spies          | DE37 (9 Wo.)DE | — | CH21 (5 Wo.)CH | UK9 (9 Wo.)UK | — | — | Erstveröffentlichung: Januar 1988 Autoren: Carol Decker, Ron Rogers                                           |
| 1988 | Sex Talk (Live) Bridge of Spies    | — | — | — | UK23 (7 Wo.)UK | — | — | Erstveröffentlichung: März 1988 Aufnahme: Scottish Centre, 29. Oktober 1987 Autoren: Carol Decker, Ron Rogers |
| 1988 | I Will Be with You Bridge of Spies | — | — | — | UK14 (6 Wo.)UK | — | — | Erstveröffentlichung: Juni 1988 Autoren: Carol Decker, Ron Rogers                                             |
| 1988 | Secret Garden Rage                 | DE66 (4 Wo.)DE | — | — | UK18 (7 Wo.)UK | — | — | Erstveröffentlichung: September 1988 Autoren: Carol Decker, Ron Rogers                                        |
| 1988 | Road to Our Dream Rage             | — | — | — | UK42 (7 Wo.)UK | — | — | Erstveröffentlichung: November 1988 Autoren: Carol Decker, Ron Rogers                                         |
| 1989 | Only the Lonely Rage               | — | — | — | UK28 (6 Wo.)UK | — | — | Erstveröffentlichung: Februar 1989 Autoren: Carol Decker, Ron Rogers                                          |
| 1991 | Whenever You Need Me The Promise   | DE51 (11 Wo.)DE | — | — | UK16 (6 Wo.)UK | — | — | Erstveröffentlichung: Mai 1991 Autoren: Carol Decker, Ron Rogers                                              |
| 1991 | Walk on Air The Promise            | — | — | — | UK62 (2 Wo.)UK | — | — | Erstveröffentlichung: Juli 1991 Autoren: Carol Decker, Dean Howard, Ron Rogers, Tim Burgess                   |

Weitere Singles
- 1987: Intimate Strangers
- 1987: Bridge of Spies
- 1991: Soul Destruction
- 1991: Only a Heartbeat
- 1998: With a Little Luck
- 1999: Giving Up the Ghost
- 2004: China in Your Hand 2004

## Videoalben
- 1988: View from a Bridge
- 1988: Live at Hammersmith
- 2010: Live in Montreux

## Statistik

### Chartauswertung
|                     | DE    | AT    | CH    | UK    | US    |
| ------------------- | ----- | ----- | ----- | ----- | ----- |
| Nummer-eins-Alben   | DE—DE | AT—AT | CH—CH | UK1UK | US—US |
| Top-10-Alben        | DE1DE | AT—AT | CH1CH | UK3UK | US—US |
| Alben in den Charts | DE2DE | AT1AT | CH3CH | UK7UK | US1US |

|                       | DE    | AT    | CH    | UK     | US    | Dance       |
| --------------------- | ----- | ----- | ----- | ------ | ----- | ----------- |
| Nummer-eins-Singles   | DE—DE | AT—AT | CH1CH | UK1UK  | US—US | Dance—Dance |
| Top-10-Singles        | DE2DE | AT1AT | CH2CH | UK3UK  | US1US | Dance—Dance |
| Singles in den Charts | DE5DE | AT1AT | CH3CH | UK10UK | US1US | Dance1Dance |

### Auszeichnungen für Musikverkäufe
| Goldene Schallplatte - Kanada - 1987: für die Single Heart and Soul - 1987: für das Album T’Pau - Neuseeland - 1988: für das Album Bridge of Spies - Niederlande - 1988: für das Album Bridge of Spies - 1988: für die Single China in Your Hand - Norwegen - 1987: für das Album Bridge of Spies - Schweden - 1988: für das Album Bridge of Spies |

Anmerkung: Auszeichnungen in Ländern aus den Charttabellen bzw. Chartboxen sind in ebendiesen zu finden.
| Land/RegionAuszeichnungen für Musikverkäufe (Land/Region, Auszeichnungen, Verkäufe, Quellen) | Silber     | Gold       | Platin     | Verkäufe  | Quellen                                                |
| -------------------------------------------------------------------------------------------- | ---------- | ---------- | ---------- | --------- | ------------------------------------------------------ |
| Deutschland (BVMI)                                                                           | —          | 2× Gold2   | —          | 500.000   | musikindustrie.de                                      |
| Kanada (MC)                                                                                  | —          | 2× Gold2   | —          | 100.000   | musiccanada.com                                        |
| Neuseeland (RMNZ)                                                                            | —          | Gold1      | —          | 10.000    | Einzelnachweise                                        |
| Niederlande (NVPI)                                                                           | —          | 2× Gold2   | —          | 125.000   | nvpi.nl                                                |
| Norwegen (IFPI)                                                                              | —          | Gold1      | —          | 50.000    | Einzelnachweise                                        |
| Schweden (IFPI)                                                                              | —          | Gold1      | —          | 50.000    | ifpi.se (Memento vom 21. Mai 2012 im Internet Archive) |
| Schweiz (IFPI)                                                                               | —          | —          | Platin1    | 50.000    | hitparade.ch                                           |
| Vereinigtes Königreich (BPI)                                                                 | 2× Silber2 | Gold1      | 5× Platin5 | 2.020.000 | bpi.co.uk                                              |
| Insgesamt                                                                                    | 2× Silber2 | 10× Gold10 | 6× Platin6 |           |                                                        |